# Le Boulou
Le Boulou (katalanska: El Voló) är en kommun i departementet Pyrénées-Orientales i regionen Occitanien i södra Frankrike. Kommunen ligger i kantonen Céret som tillhör arrondissementet Céret. År 2022 hade Le Boulou 5 396 invånare.

## Befolkningsutveckling
Antalet invånare i kommunen Le Boulou
| Referens: INSEE |